# Hutagaol Peatalum
Hutagaol Peatalum is een bestuurslaag in het regentschap Toba Samosir van de provincie Noord-Sumatra, Indonesië. Hutagaol Peatalum telt 1251 inwoners (volkstelling 2010).